# Občina (územní jednotka)
Občina nebo obcina ve staré češtině označuje půdu patřící obci, tedy komunitě či pospolitosti. Současná čeština pro oba významy používá termín obec. V některých slovanských jazycích, zejména jihoslovanských, tento pojem slouží i pro označení nižší samosprávné jednotky. V tomto případě je vhodné srovnání s českou samosprávnou obcí, případně s někdejšími okresy, obvykle ale s menší rozlohou a populací. Historicky se také jednalo o společenskou organizační formu i ve východní Evropě – rusky obščina (община).
Současné použití ekvivalentu v jihoslovanských jazycích je následující: chorvatsky općina, bosensky općina (v hovorovém jazyce i opština), slovinsky občina, srbsky, černohorsky a makedonsky opština (oпштина), bulharsky obština (община), kdysi srbochorvatsky općina (v Chorvatsku) nebo opština (v Srbsku, včetně autonomní oblasti Vojvodiny a Kosova, Bosně a Hercegovině a Černé Hoře).

## Postavení v různých zemích
- Bosna a Hercegovina (općina, opština / општинa) – općina/opština je základní jednotkou správy a rovná se zhruba menším českým okresům nebo obcím. Entita Federace Bosny a Hercegoviny se skládá z 10 vysoce autonomních kantonů, které jsou dále rozděleny na 79 općin. Některé općiny mají status města (např. Mostar, Široki Brijeg, Bihać, Zenica, Tuzla, Cazin a Livno), samotné hlavní město Sarajevo tvoří čtyři takovéto općiny (Stari Grad, Centar, Novo Sarajevo a Novi Grad). Entita Republika srbska se skládá z 57 opštin a 7 měst (městských opštin: Banja Luka, Bijeljina, Doboj, Istočno Sarajevo, Prijedor, Zvornik a Trebinje), které jsou hlavní územní jednotkou. Samosprávný Distrikt Brčko má hranice v rozsahu předválečné opštiny Brčko.

- Bulharsko (obština / община) – obština je základní jednotkou správy a odpovídá  obci. Země je rozdělena na 28 oblastí (oblast / област) a ty pak na 265 obštin.

- Černá Hora (opština / општинa) – opština je hlavní územně správní jednotkou země, které v počtu 25 odpovídají obcím.

- Chorvatsko (općina) – općina je základní jednotkou správy a odpovídá obci (v zemi se nachází 128 měst/městských općin a 428 općin) a je dílčí územně správní jednotkou 20 žup (županija) a hlavního města Záhřebu. Mnoho z nich se skládá z celé řady sídel a pro účely chorvatského katastru nemovitostí se dále člení na více katastrálních opčin, odpovídajících katastrálním územím, nicméně jsou i takové, které zahrnují jen jednu katastrální opčinu (např. Tučepi).

- Kosovo (albánsky komunë, srbsky: opština / општинa) – komuna/opština představuje v Kosovu základní územně samosprávnou jednotku, odpovídající obci. Území Kosova je rozděleno do 38 komun/opštin, z nichž 4 se nacházejí v Severním Kosovu, které jsou členěny do 7 víceméně formálních okruhů (srbsky okrug, albánsky rajoni). Roku 2008 byl započat dlouhodobý proces vytváření etnicky homogenních, ale zato rozlohou a obyvatelstvem skromných komun/opštin: z 38 je 10 většinově srbských (Severna Kosovska Mitrovica, Leposavić, Zvečan, Zubin Potok, Gračanica, Novo Brdo, Ranilug, Parteš, Klokot a Štrpce) a 1 turecká (Mamuša).

- Severní Makedonie (opština / општина) – opštiny jsou základní územní jednotkou země a mají postavení menšího českého okresu nebo obce. V zemi se nachází 80 opštin (některé mají status města), z nich 10 tvoří hlavní město Skopje (Velké Skopje).

- Slovinsko (občina) – občina odpovídá postavení české obce nebo obce s rozšířenou působností a je základní územně správní jednotkou. V zemi se jich nachází 212 (11 má status města/městské občiny: Celje, Koper, Kranj, Lublaň, Maribor, Murska Sobota, Nova Gorica, Novo Mesto, Ptuj, Slovinský Hradec, Velenje).

- Srbsko (opština / општинa) – opština je základní územně správní jednotkou země (ve Vojvodině je navíc zaveden další stupeň samosprávy na úrovni autonomní oblasti), což v Česku odpovídá menšímu okresu či obci. Země je také formálně rozdělena na okruhy (okrug / округ), z nichž jeden je shodný s územím Vojvodiny a další odpovídá hlavnímu městu Bělehradu. Srbsko se celkově skládá z 150 opštin, 23 měst a hlavního města Bělehradu.

## Mapy

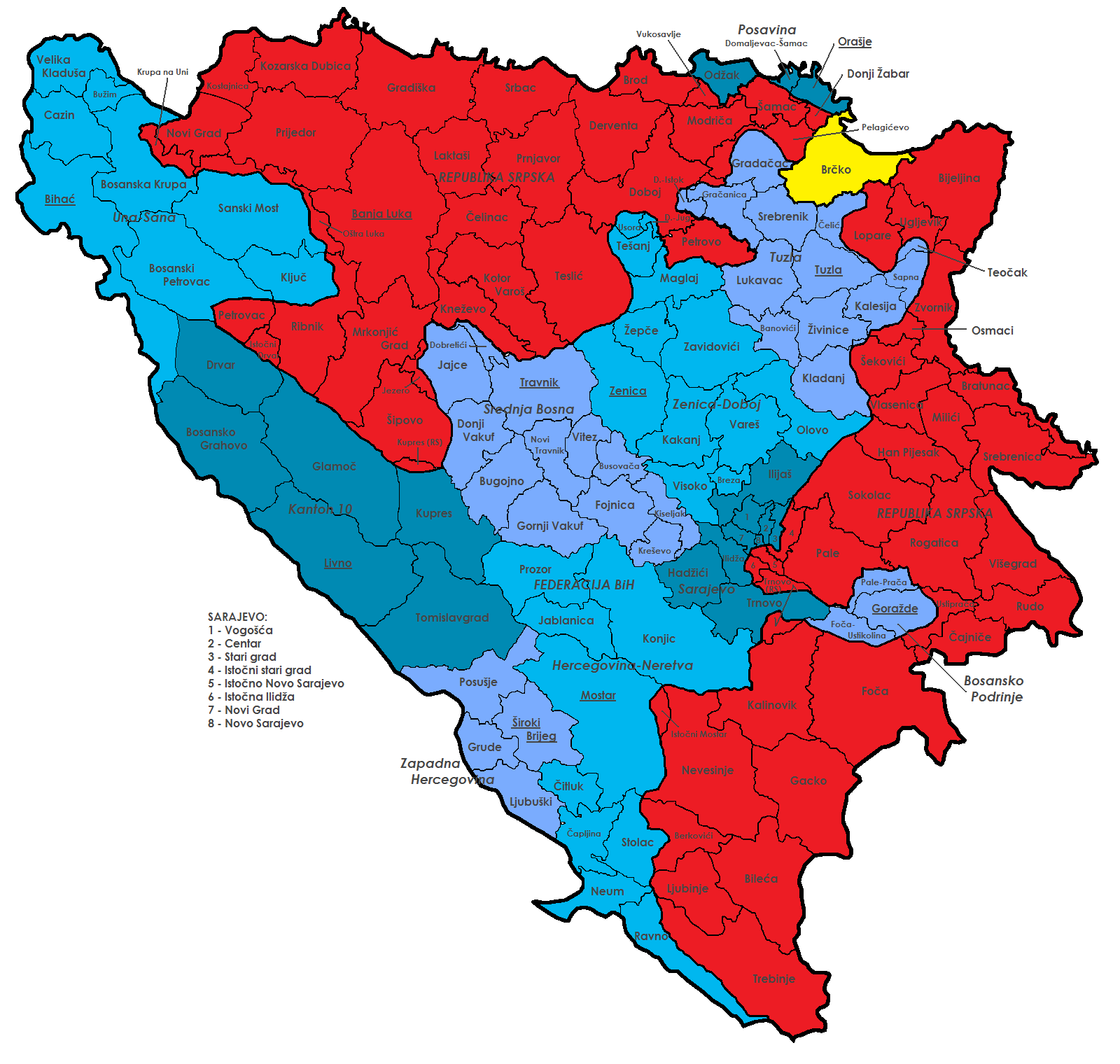
Správní členění Bosny a Hercegoviny
Správní členění Slovinska
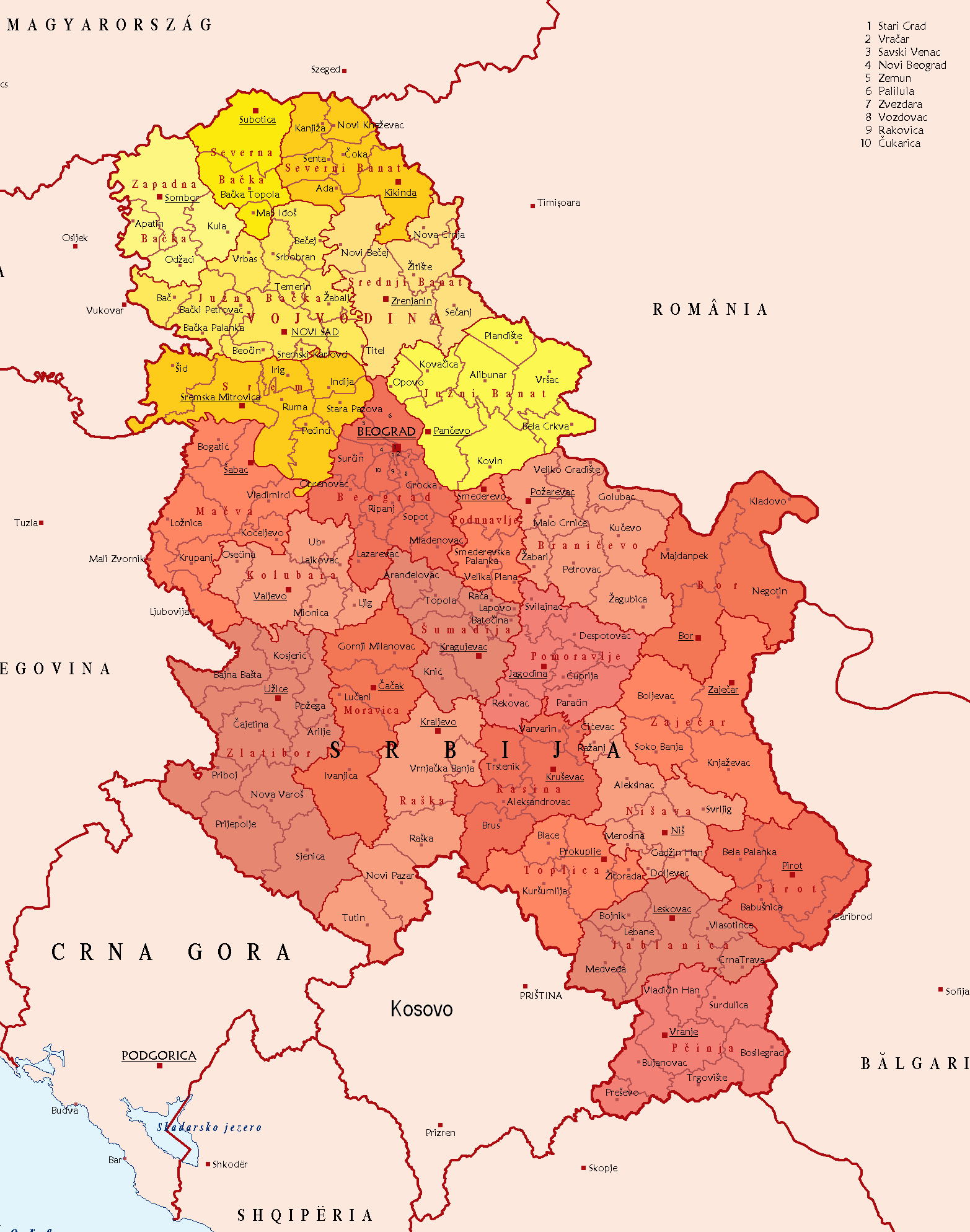
Správní členění Srbska
Správní členění Chorvatska
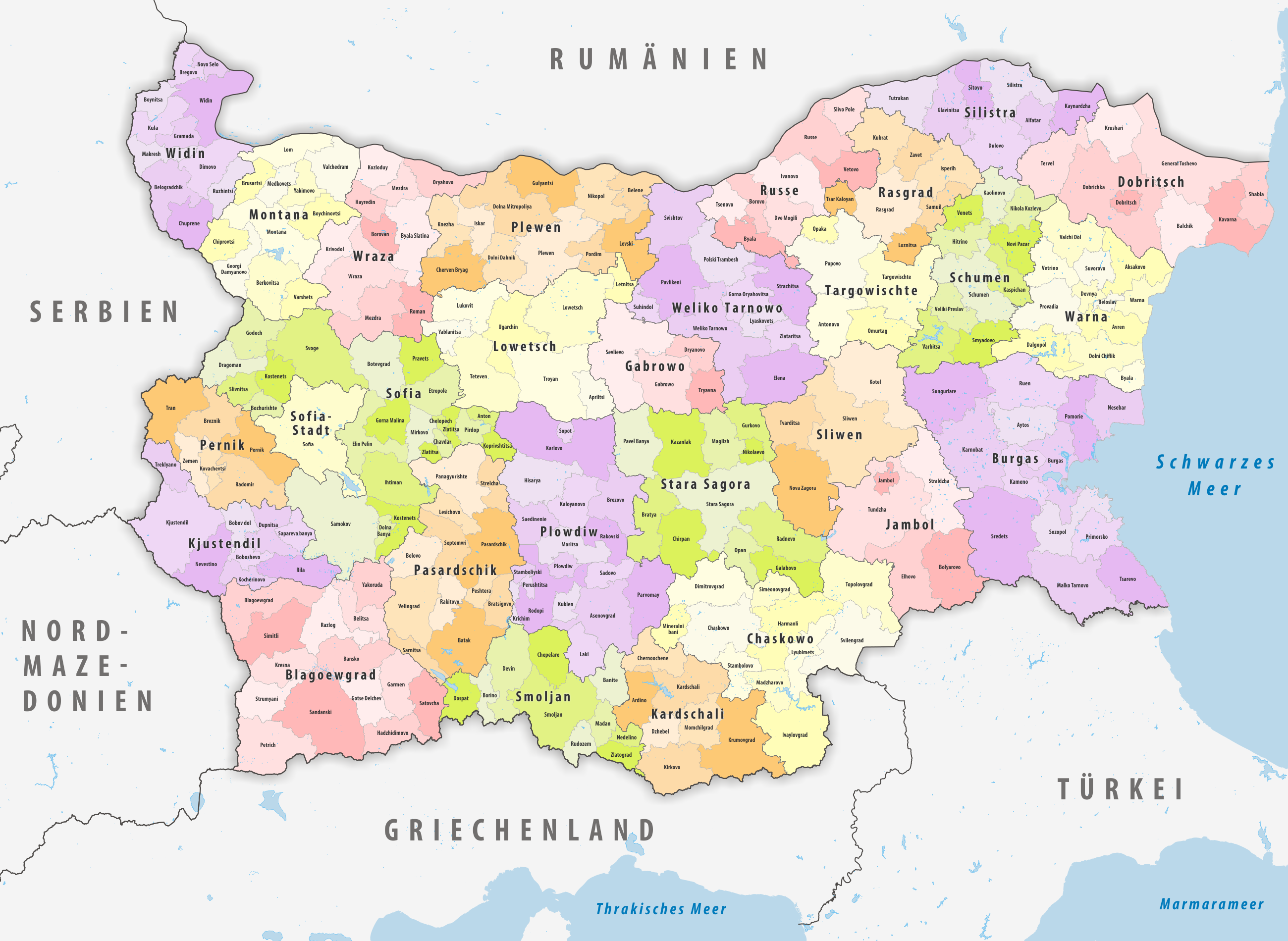
Správní členění Bulharska.
Správní členění Černé Hory
Správní členění Kosova